# Astrotricha ledifolia
Astrotricha ledifolia är en araliaväxtart som beskrevs av Dc. Astrotricha ledifolia ingår i släktet Astrotricha och familjen Araliaceae. Inga underarter finns listade.